# Pavol Chalupek
Pavol Chalupek (* 5. července 1957) byl slovenský politik za HZDS, po sametové revoluci československý poslanec Sněmovny národů Federálního shromáždění.

## Biografie
Ve volbách roku 1992 byl za HZDS zvolen do slovenské části Sněmovny národů. Ve Federálním shromáždění setrval do zániku Československa v prosinci 1992. Uvádí se bytem Dubnica nad Váhom. V komunálních volbách v roce 1994 se mezi nově zvolenými členy zastupitelstva města Dubnica nad Váhom za HZDS uvádí Pavol Chalupek.